# 空中発射弾道ミサイル
空中発射弾道ミサイル（くうちゅうはっしゃだんどうミサイル、英語: air-launched ballistic missile, ALBM）は、航空機に搭載され、空中で発射されて目標へ弾道飛行する弾道ミサイルの一種である。かつてはSALTⅡ等においてASBM（Air-to-surface ballistic missiles）との表記も見られた。

## 概要
航空機より空中発射される弾道ミサイルはミサイルサイロに配備されたミサイルと異なり、ミサイルの発射位置が特定しにくいため生存性が高いが、航空機の搭載能力及び作戦時間によってALBMの能力は限定されることになる。
初期の事例であるアメリカ合衆国のスカイボルトは、アメリカ空軍戦略航空軍団（SAC）の核戦力の一端として開発が開始されたが、最終的に高コストにより、1962年に開発計画が中止された。同じく空軍のバルカン爆撃機の装備として導入を決定していたイギリスでは、スカイボルトの開発中止によって大きな影響を受けた。すでにイギリスは配備コストの高額さゆえにブルーストリーク中距離弾道ミサイル（IRBM）の開発を中止し、ブルースチールMk.II空中発射巡航ミサイルの開発計画も中止していたために、スカイボルトが導入できなくなったことでイギリスの核戦力に大きな欠損を生む事となる。この問題は、イギリスがアメリカから潜水艦発射弾道ミサイルであるポラリスを導入することで解決される。冷戦期を通じてイギリスでは海軍を主とし、自由落下型のen:WE.177核爆弾を装備する空軍を従とする核戦力体系を維持し続けた。冷戦終了後は空軍から核爆弾が退役し、ポラリスがトライデントIIに更新されている。
アメリカ合衆国では、その後も空中発射弾道ミサイルの検討が続けられ、1974年10月24日にはミニットマンI大陸間弾道ミサイルを空中発射する試験が行われている。ミニットマンIは地上発射型の弾道ミサイルであるが、これをC-5輸送機の貨物室に搭載し、パラシュートを用いて機体より引き出し投下、ミサイルは空中にてパラシュートにより姿勢制御後、ロケットエンジンに点火し、飛行を開始するというものである。ピースキーパーICBMについても、開発初期案では同様な空中投下・発射方式の検討が行われたが、ミニットマン、ピースキーパーともにそのような方式は実用化に至らなかった。
その後もAGM-183 ARRWの開発が続いたが、巡航ミサイルなどの別の長距離兵器の保有が進んで予算がつかなくなった。アメリカでは空中発射弾道ミサイルは攻撃用の兵器としては実戦配備されなかったが、ミサイル防衛において、弾道弾迎撃ミサイルのテスト用としてeMRBMやE-LRALTといった空中発射型の弾道ミサイル標的が使用されている。
2020年、中国でH-6N爆撃機に何らかのALBMと思われるミサイルが搭載されている様子が撮影された。
2022年3月、ロシア・ウクライナ戦争でロシアがKh-47M2 キンジャールを使用した。発射母機には迎撃戦闘機であるMiG-31が使用されており、ロシア国防省の発表によれば最大速度マッハ10、射程2000kmを発揮し、陸上目標および海上移動目標を攻撃できるとする。
2024年10月、イラン・イスラエル戦争でイスラエルが使用した。